# Magnus Erlingmark
Magnus Erlingmark (født 8. juli 1968 i Jönköping, Sverige) er en tidligere svensk fodboldspiller, der spillede som forsvarsspiller hos en klubberne Örebro SK, IFK Göteborg, BK Häcken. Længst tid tilbragte han hos IFK, hvor han spillede i tolv år, og var med til at vinde fire svenske mesterskaber.

## Landshold
Erlingmark spillede over en periode på ni år, mellem 1990 og 1998, 37 kampe for Sveriges landshold, hvori han scorede ét mål. Han deltog ved EM i 1992 på hjemmebane, samt ved VM i 1994, hvor svenskerne vandt bronze.